# یواس‌اس لاین (ای‌کی-۱۲۸)
یواس‌اس لاین (ای‌کی-۱۲۸) (به انگلیسی: USS Leonis (AK-128)) یک کشتی بود که طول آن ۴۴۱ فوت ۶ اینچ (۱۳۴٫۵۷ متر) بود. این کشتی در سال ۱۹۴۲ ساخته شد.